# 八幡市 (福岡縣)
八幡市（日语：／ Yahata shi */?）是日本福冈县東北部的一個已不存在的市。相當於今北九州市八幡東區和八幡西區，過去是北九州工業地帶的一個重工業都市，又以鋼鐵工業最為繁榮。1963年，與小倉市、門司市、戶畑市、若松市合併為北九州市。1963年4月1日原八幡市所轄地區劃为八幡区，并在1974年拆分为八幡东区和八幡西区。
八幡市地理位置位于九州岛北端，是合併為北九州市的5座城市中中唯一不临外海的一市（八幡东西区），北以洞海湾与若松市（今若松区）相隔，洞海湾沿岸是北九州工業地帶的一部分，在八幡市今划分为八幡東区的部分与户畑市（今户畑区）和小仓市（今小仓南、北区）接壤。
現在京都府內也有一個八幡市（やわたし），但設立于1977年，因此并沒有與福岡縣的八幡市同時存在過。

## 歷史
在律令制下，八幡市的地域分別歸屬丰前国企救郡和筑前国遠賀郡、鞍手郡，废藩置县后由福冈县管辖。1901年国营的八幡炼钢厂在此选址建厂，之后就以炼钢为主要产业发展为一座重工业城市。1944年6月16日，美军对以八幡市為中心的地區进行了轰炸，這是二戰中首次使用B-29战略轰炸机对日本本土的轰炸。这次轰炸造成270余人死亡，但對八幡炼钢厂仅产生轻微破坏。同年的8月20日的轰炸也仅造成了轻微破坏。1945年8月8日，221架B-29轰炸机使用超过45万枚的燃烧弹对八幡进行了轰炸，摧毁了八幡市21%的市区。因此次空襲產生大量烟雾笼罩北九州地區，原定投掷原子弹於小仓市的第一目标计划改變，转向第二目标长崎市。

### 年表
- 1889年4月1日：實施町村制，最後的轄區在當時分屬：
  - 鞍手郡：木屋瀨村。
  - 遠賀郡：八幡村、黑崎村、上津役村、洞南村、香月村。
  - 企救郡：板櫃村、西紫村、西谷村。
- 1897年4月23日：黑崎村改制為黑崎町。
- 1898年9月2日：木屋瀨村改制為木屋瀨町。
- 1899年2月15日：八幡村改制為八幡町。
- 1905年7月1日：洞南村改名為折尾村。
- 1908年4月1日：西紫村的一部分（大字小熊野、篠崎）併入板櫃村。
- 1917年3月1日：八幡町改制為八幡市。[5]
- 1918年12月13日：折尾村改制為折尾町。
- 1922年10月1日：板櫃村改制為板櫃町。
- 1925年4月28日：板櫃町的一部分（大字槻田、小熊野的各一部分）併入八幡市。
- 1926年11月2日：黑崎町併入八幡市。
- 1931年4月1日：香月村改制為香月町。
- 1937年5月5日：上津役村併入八幡市。
- 1944年12月8日：折尾町併入八幡市。
- 1954年：小倉市的一部分（田代地區的一部分）併入八幡市。
- 1955年4月1日：木屋瀨町和香月町併入八幡市。
- 1963年2月10日：八幡市與門司市、小倉市、戶畑市、若松市合併為北九州市。
- 1963年4月1日：北九州市成為政令指定都市，同時設置八幡區。
- 1974年4月1日：行政區重劃，八幡區被分割為八幡東區與八幡西區，同時若松區的淺川地區以及小敷地區的一部分被改劃入八幡西區，戶畑區的弘文町與小倉區的山路地區被改劃入八幡東區。

### 變遷表
| 1889年以前 | 1889年4月1日    | 1889年 - 1912年           | 1912年 - 1944年       | 1912年 - 1944年          | 1945年 - 1989年         | 1945年 - 1989年        | 1989年 - 現在          | 現在                   |
| ---------- | --------------- | ------------------------- | --------------------- | ------------------------ | ----------------------- | ---------------------- | ---------------------- | ---------------------- |
|            | 遠賀郡 八幡村   | 1899年2月15日 八幡町      | 1917年3月1日 八幡市   | 1917年3月1日 八幡市      | 八幡市                  | 1963年2月10日 北九州市 | 1963年2月10日 北九州市 | 1963年2月10日 北九州市 |
|            | 遠賀郡 黑崎村   | 1897年4月23日 黑崎町      | 1897年4月23日 黑崎町  | 1926年11月2日 併入八幡市 | 八幡市                  | 1963年2月10日 北九州市 | 1963年2月10日 北九州市 | 1963年2月10日 北九州市 |
|            | 遠賀郡 上津役村 | 遠賀郡 上津役村           | 遠賀郡 上津役村       | 1937年5月5日 併入八幡市  | 八幡市                  | 1963年2月10日 北九州市 | 1963年2月10日 北九州市 | 1963年2月10日 北九州市 |
|            | 遠賀郡 洞南村   | 1904年7月1日 改名為折尾村 | 1918年12月3日 折尾町  | 1944年12月8日 併入八幡市 | 八幡市                  | 1963年2月10日 北九州市 | 1963年2月10日 北九州市 | 1963年2月10日 北九州市 |
|            | 遠賀郡 香月村   | 遠賀郡 香月村             | 遠賀郡 香月村         | 1931年4月1日 香月町      | 1955年4月1日 併入八幡市 | 1963年2月10日 北九州市 | 1963年2月10日 北九州市 | 1963年2月10日 北九州市 |
|            | 鞍手郡 木屋瀨村 | 1898年9月2日 木屋瀨町     | 1898年9月2日 木屋瀨町 | 1898年9月2日 木屋瀨町    | 1955年4月1日 併入八幡市 | 1963年2月10日 北九州市 | 1963年2月10日 北九州市 | 1963年2月10日 北九州市 |

## 行政
| 代   | 姓名     | 就任日                     | 退任日                     | 備考         |
| 官選 | 官選     | 官選                       | 官選                       | 官選         |
| ---- | -------- | -------------------------- | -------------------------- | ------------ |
| -    | 末弘直方 | 1917年（大正6年）3月1日    | 1917年（大正6年）7月18日   | 臨時市長代理 |
| 1    | 末弘直方 | 1917年（大正6年）7月19日   | 1918年（大正7年）9月5日    |              |
| 2    | 堀口助治 | 1918年（大正7年）11月18日  | 1921年（大正10年）12月12日 |              |
| 3    | 永井環   | 1922年（大正11年）1月25日  | 1926年（大正15年）1月24日  |              |
| 4    | 新開渧観 | 1926年（大正15年）3月17日  | 1927年（昭和2年）5月10日   |              |
| 5    | 二木千年 | 1927年（昭和2年）7月11日   | 1928年（昭和3年）1月19日   |              |
| 6    | 図師兼弐 | 1928年（昭和3年）6月21日   | 1932年（昭和7年）6月20日   |              |
| 7    | 図師兼弐 | 1932年（昭和7年）6月21日   | 1936年（昭和11年）6月20日  |              |
| 8    | 図師兼弐 | 1936年（昭和11年）6月21日  | 1940年（昭和15年）6月20日  |              |
| 9    | 図師兼弐 | 1940年（昭和15年）7月10日  | 1942年（昭和17年）4月9日   |              |
| 10   | 内田隆   | 1942年（昭和17年）11月22日 | 1946年（昭和21年）11月21日 |              |
| 公選 |          |                            |                            |              |
| 11   | 守田道隆 | 1947年（昭和22年）4月5日   | 1951年（昭和26年）4月4日   |              |
| 12   | 守田道隆 | 1951年（昭和26年）4月23日  | 1955年（昭和30年）4月9日   |              |
| 13   | 守田道隆 | 1955年（昭和30年）4月30日  | 1959年（昭和34年）4月29日  |              |
| 14   | 大坪純   | 1959年（昭和34年）4月30日  | 1963年（昭和38年）2月9日   |              |

### 机构
- 法務省
  - 福岡法務局小倉支局八幡办事处、折尾办事处、黑崎办事处
  - 折尾区检察官办公室
- 大藏省
  - 八幡税務局
  - 門司海关若松海关支部八幡办事处
- 農林省
  - 福岡食糧事務所折尾支所
  - 福岡統計調査事務所折尾办事处
  - 直方林业局八幡担当事務所、香月担当事務所
- 郵政省
  - 八幡邮政局
  - 黑崎邮政局
  - 折尾邮政局
- 建設省
  - 北九州国道工事事務所八幡办事处
- 裁判所
  - 折尾简易裁判所